# 1954年の中日ドラゴンズ
1954年の中日ドラゴンズでは、1954年の中日ドラゴンズにおける動向をまとめる。
この年の中日ドラゴンズは、2回目の天知俊一監督体制1年目のシーズンである。

## 概要
1951年から導入されていた名古屋鉄道との輪番制による球団運営が効果を上げず、中日新聞社の単独経営に戻ったことにより球団名が元の「中日ドラゴンズ」に復されるとともに、1952年より総監督となっていた天知俊一が監督に復帰。過去4年間Aクラスに入るものの中々優勝できず、巨人の後塵を拝した年が続いた。
天知新監督を迎えたチームは4月は首位で終えるものの、巨人が5月反撃すると最大で4ゲーム差がついた。巨人のベテラン選手に疲れが見えた8月以降再びに首位に立ち、最終的には巨人（2位）に5.5ゲーム差をつけ、10月19日に球団創設初のリーグ優勝を達成。日本シリーズは同じ初優勝の西鉄ライオンズとの対決となり最終の第6戦までもつれたが、エース杉下茂や4番の西沢道夫などの活躍により、3勝3敗で迎えた11月7日の第7戦で勝利し、日本シリーズ初制覇を果たした。日本一の後、エース杉下は男泣きした。投手陣は杉下が32勝、石川克彦が21勝、徳永喜久夫が11勝をあげ、チーム勝ち星の6割を3人が稼いだ。打撃陣は西沢道夫・杉山悟らの活躍でチーム打率は4位ながらもリーグ2位の70本塁打、盗塁数もリーグ2位の124盗塁をそれぞれ記録した。

## チーム成績

### レギュラーシーズン
| 1 | 中 | 本多逸郎 |
| 2 | 右 | 原田徳光 |
| 3 | 一 | 木下貞一 |
| 4 | 左 | 杉山悟   |
| 5 | 三 | 児玉利一 |
| 6 | 捕 | 野口明   |
| 7 | 二 | 井上登   |
| 8 | 投 | 石川克彦 |
| 9 | 遊 | 牧野茂   |

| 順位 | 4月終了時 | 4月終了時 | 5月終了時 | 5月終了時 | 6月終了時 | 6月終了時 | 7月終了時 | 7月終了時 | 8月終了時 | 8月終了時 | 9月終了時 | 9月終了時 | 最終成績 | 最終成績 |
| ---- | --------- | --------- | --------- | --------- | --------- | --------- | --------- | --------- | --------- | --------- | --------- | --------- | -------- | -------- |
| 1位  | 巨人      | --        | 中日      | --        | 巨人      | --        | 巨人      | --        | 中日      | --        | 中日      | --        | 中日     | --       |
| 2位  | 中日      | 1.5       | 巨人      | 0.0       | 中日      | 3.0       | 中日      | 4.0       | 巨人      | 1.5       | 巨人      | 6.0       | 巨人     | 5.5      |
| 3位  | 大阪      | 2.5       | 大阪      | 2.0       | 大阪      | 6.5       | 大阪      | 8.0       | 大阪      | 10.0      | 大阪      | 15.0      | 大阪     | 16.0     |
| 4位  | 国鉄      | 5.0       | 国鉄      | 4.0       | 国鉄      | 7.5       | 国鉄      | 13.0      | 国鉄      | 22.0      | 広島      | 26.0      | 広島     | 29.5     |
| 5位  | 広島      | 10.0      | 広島      | 7.5       | 広島      | 13.5      | 広島      | 15.5      | 広島      | 22.0      | 国鉄      | 27.0      | 国鉄     | 32.0     |
| 6位  | 洋松      | 11.0      | 洋松      | 19.0      | 洋松      | 26.5      | 洋松      | 31.5      | 洋松      | 43.5      | 洋松      | 51.0      | 洋松     | 55.0     |

| 順位 | 球団             | 勝 | 敗 | 分 | 勝率 | 差   |
| 1位  | 中日ドラゴンズ   | 86 | 40 | 4  | .683 | 優勝 |
| 2位  | 読売ジャイアンツ | 82 | 47 | 1  | .636 | 5.5  |
| 3位  | 大阪タイガース   | 71 | 57 | 2  | .555 | 16.0 |
| 4位  | 広島カープ       | 56 | 69 | 5  | .448 | 29.5 |
| 5位  | 国鉄スワローズ   | 55 | 73 | 2  | .430 | 32.0 |
| 6位  | 洋松ロビンス     | 32 | 96 | 2  | .250 | 55.0 |

### 日本シリーズ
| 10月30日（土）                 | 第1戦  | 西鉄ライオンズ | 1 - 5  | 中日ドラゴンズ | 中日球場   |
| 10月31日（日）                 | 第2戦  | 西鉄ライオンズ | 0 - 5  | 中日ドラゴンズ | 中日球場   |
| 11月1日（月）                  | 移動日 | 移動日         | 移動日 | 移動日         | 移動日     |
| 11月2日（火）                  | 第3戦  | 中日ドラゴンズ | 0 - 5  | 西鉄ライオンズ | 平和台球場 |
| 11月3日（水）                  | 第4戦  | 中日ドラゴンズ | 0 - 3  | 西鉄ライオンズ | 平和台球場 |
| 11月4日（木）                  | 第5戦  | 中日ドラゴンズ | 3 - 2  | 西鉄ライオンズ | 平和台球場 |
| 11月5日（金）                  | 移動日 | 移動日         | 移動日 | 移動日         | 移動日     |
| 11月6日（土）                  | 第6戦  | 西鉄ライオンズ | 4 - 1  | 中日ドラゴンズ | 中日球場   |
| 11月7日（日）                  | 第7戦  | 西鉄ライオンズ | 0 - 1  | 中日ドラゴンズ | 中日球場   |
| 優勝：中日ドラゴンズ（初優勝） |        |                |        |                |            |

## オールスターゲーム1954
- 選出選手及びスタッフ

| ポジション | 名前     | 選出回数 |
| ---------- | -------- | -------- |
| コーチ     | 天知俊一 |          |
| 投手       | 杉下茂   | 4        |
| 捕手       | 野口明   | 4        |
| 内野手     | 西沢道夫 | 4        |
| 外野手     | 杉山悟   | 3        |

- この年の中日ドラゴンズは監督推薦による選出のみ。

## できごと

### 10月
10月19日 - 東京遠征の移動中に、マジック対象チームの読売ジャイアンツが敗れたことにより、球団創設初のリーグ優勝達成。

### 11月
11月7日 - 西鉄ライオンズとの日本シリーズを4勝3敗で制し、初優勝で初の日本一となった。
なお、この年からリーグ優勝をした上で進出した日本シリーズで日本一になっておらず、NPB全球団で最も遠ざかっている。また、1976年に本拠地の名称がナゴヤ球場に変更されるため、中日球場での日本一はこの年が最初で最後となった。

## 表彰選手
| リーグ・リーダー | リーグ・リーダー | リーグ・リーダー | リーグ・リーダー |
| 選手名           | タイトル         | 成績             | 回数             |
| ---------------- | ---------------- | ---------------- | ---------------- |
| 杉下茂           | 最高殊勲選手     |                  | 初受賞           |
| 杉下茂           | 最優秀防御率     | 1.39             | 初受賞           |
| 杉下茂           | 最多勝利         | 32勝             | 3年ぶり2度目     |
| 杉下茂           | 最多奪三振       | 273個            | 4年ぶり2度目     |
| 杉下茂           | 最高勝率         | .727             | 初受賞           |
| 杉下茂           | 沢村賞           |                  | 2年ぶり3度目     |
| 杉山悟           | 打点王           | 91打点           | 初受賞           |

| ベストナイン | ベストナイン | ベストナイン |
| 選手名       | ポジション   | 回数         |
| ------------ | ------------ | ------------ |
| 杉下茂       | 投手         | 初受賞       |
| 西沢道夫     | 一塁手       | 2年ぶり3度目 |
| 杉山悟       | 外野手       | 2年ぶり2度目 |